# کسی مار
کسی مار یک ستاره است که در صورت فلکی مار قرار دارد.